# Cipulus
Cipulus is een bestuurslaag in het regentschap Majalengka van de provincie West-Java, Indonesië. Cipulus telt 2278 inwoners (volkstelling 2010).